# Jangpyeong-dong
Jangpyeong-dong (koreanska: 장평동) är en stadsdel i staden Geoje i provinsen Södra Gyeongsang, i den södra delen av Sydkorea, 300 km sydost om huvudstaden Seoul. Den ligger på ön Geojedo. Jangpyeong-dong utgör tillsammans med Gohyeon-dong den centrala delen av staden Geoje. Här ligger också ett stort varv tillhörande Samsung Heavy Industries.